# 이지방 (당 황족)
이지방(李之芳, ? - 768년 가을) 또는 이지방(李芝芳)은 당나라의 황족이자 문신이다. 당 태종 이세민의 아들 장왕 이휘(蔣王李惲)의 증손이다.
당 태종 이세민의 4대손으로, 증조부는 당태종의 일곱번째 서자이며 당 고종 치의 이복형 장왕 이휘(蔣王 李惲)이고, 할아버지는 장왕의 셋째 아들 채국공 이황(蔡國公李煜)이며, 아버지는 채국공을 습봉한 이승조(李承祖)이다. 부친 이승조는 좌무위대장군과 습봉 채국공을 역임했다.
이지방 일찍부터 이름을 날렸으며, 당 현종 개원 말엽에는 가부원외랑(駕部員外郎)을 지냈고, 754년 무렵 제주사마(齊州司馬)였다. 안록산이 그를 추천하여 범양사마(范陽司馬)에 제수되었다. 안록산의 난이 벌어질 때 그는 스스로 경사로 되돌아갔다. 이후 공부시랑, 태자우서자, 종정경 등을 역임했다. 763년(광덕 원년) 당 대종의 소명을 받들어 어사대부가 되고 그해 4월 사신이 되어 좌산기상시로 태자우서자 최륜(崔倫)과 함께 토번에 파견되었다가 납치, 토번에 억류되었다. 토번에 억류된지 1년만인 764년 5월 풀려나 회국, 돌아온 뒤 예부상서가 되었다가 태자빈객 등을 역임했다.
그의 아들 이저(李佇)는 봉천황제로 추증된 당 숙종의 장남 이종(李琮)의 묘정에 배향되었다.
그는 두보와도 가깝게 지냈다. 768년 봄에 사망했는데 정확한 날짜, 시점은 불분명하다.

## 같이 보기
- 안록산
- 안록산의 난

## 참조 자료
- 《舊唐書》蔣王惲傳
- 《新唐書》蔣王惲傳
- 《讀禮通考 (四庫全書本)》 卷090